# Eilema bipunctigera
Eilema bipunctigera là một loài bướm đêm thuộc phân họ Arctiinae, họ Erebidae.